# Tichodroma muraria

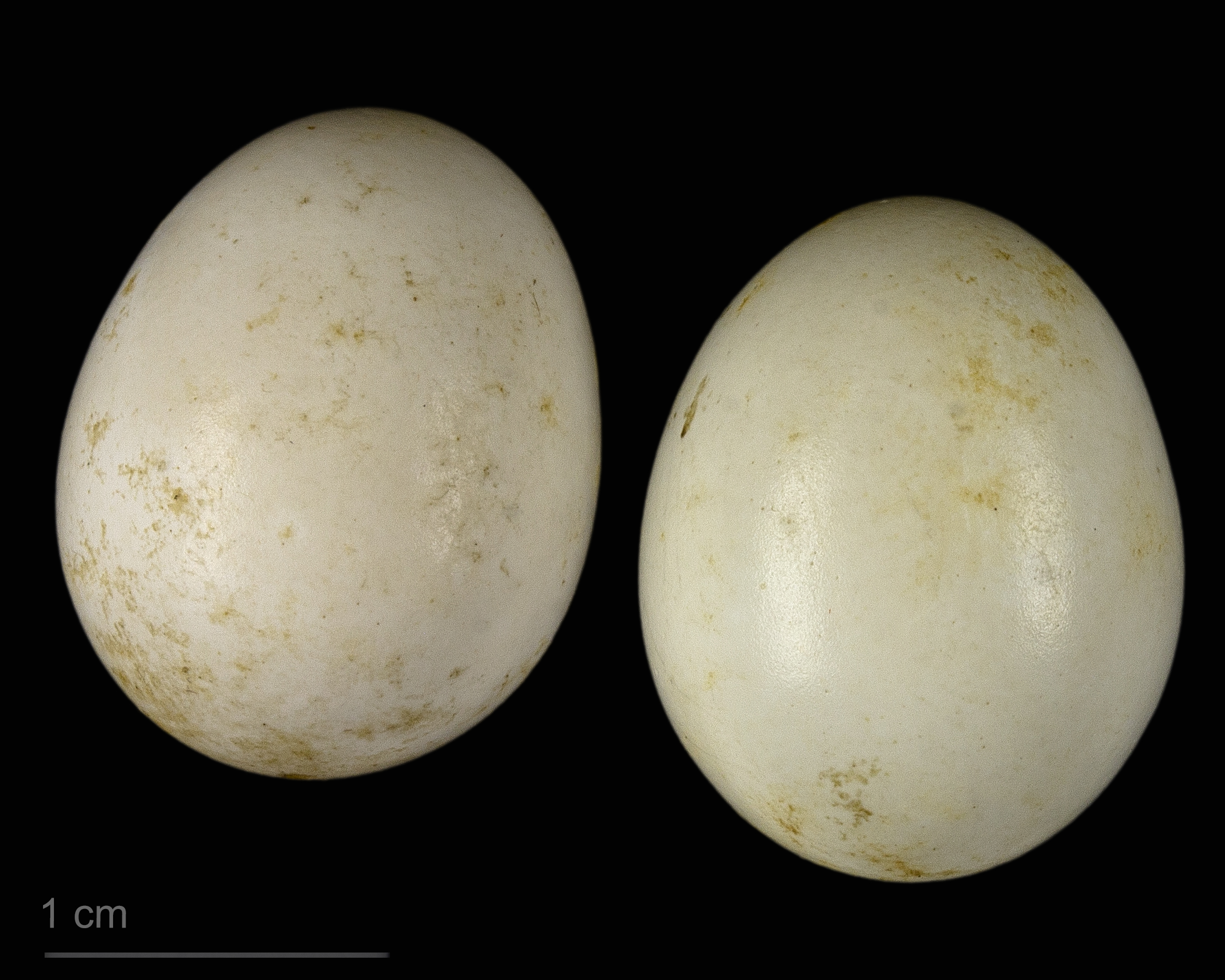
Tichodroma muraria

Tichodroma muraria là một loài chim trong họ Tichodromidae.